# 韋偉
韋偉（1922年5月17日—2023年11月2日），原名繆孟英，廣東省中山縣人，出生於江蘇鎮江，中國女演員，1941年在上海參與話劇演出，1947年投身電影界，演出處女作《夜店》（1947）。翌年在費穆執導的電影《小城之春》擔任第一女主角。因中國大陸時局，韋偉轉而到香港發展。韋偉曾經為長城電影公司和鳳凰電影公司演出，代表作亦包括《江湖兒女》（1952）、《姊妹曲》（1954）等。
韋偉六十年代初息影。但30年後的九十年代初，70多歲的韋偉重拾演藝之夢，參演了《我要活下去》《嫲嫲帆帆》《安娜瑪德蓮娜》《真心話》《小親親》《生日快樂》《火龍對決》《酒徒》等電影。又曾在賈樟柯執導的紀錄片《海上傳奇》（2010）接受訪談。田壯壯在2001年重拍《小城之春》，當時已年逾八十的的韋偉親自前往蘇州探班，成為一段佳話。。
韋偉於2022年5月渡過100歲誕辰，於2023年11月2日逝世，享嵩壽101歲。

## 電影作品
- 1947：夜店
- 1948：小城之春
- 1952：江湖兒女
- 1953：秋海棠
- 1954：姊妹曲
- 1955：一年之計
- 1955：水火之間
- 1955：閃電戀愛
- 1956：少奶奶之謎
- 1956：寂莫的心
- 1957：太太傳奇
- 1957：風塵尤物
- 1958：未出嫁的媽媽
- 1959：錦上添花
- 1960：草木皆兵
- 1964：男男女女
- 1995：我要活下去
- 1996：麻麻帆帆
- 1998：安娜瑪德蓮娜
- 1999：真心話
- 2000：小親親
- 2002：戀愛行星
- 2004：子夜冰封
- 2007：生日快樂
- 2009年11月12日，商台《光明頂》電台專訪嘉賓
- 2010：酒徒

## 外部連結
- Wei Wei在互联网电影资料库（IMDb）上的資料（英文）